# Curse III: Blood Sacrifice
Curse III: Blood Sacrifice è un film del 1991 diretto da Sean Barton.
Nonostante il titolo il film non è un sequel de La fattoria maledetta (1987) e di Curse II: The Bite (1989).

## Trama
Nell'Africa degli anni '50 una donna americana incinta interrompe una cerimonia tribale attirandosi le ire dello stregone locale che le lancia contro una maledizione.